# Pinguicula ramosa
Pinguicula ramosa är en tätörtsväxtart som beskrevs av Manabu Miyoshi och Ryôkichi Ruôkichi Yatabe. Pinguicula ramosa ingår i släktet tätörter, och familjen tätörtsväxter. Inga underarter finns listade i Catalogue of Life.

## Bildgalleri

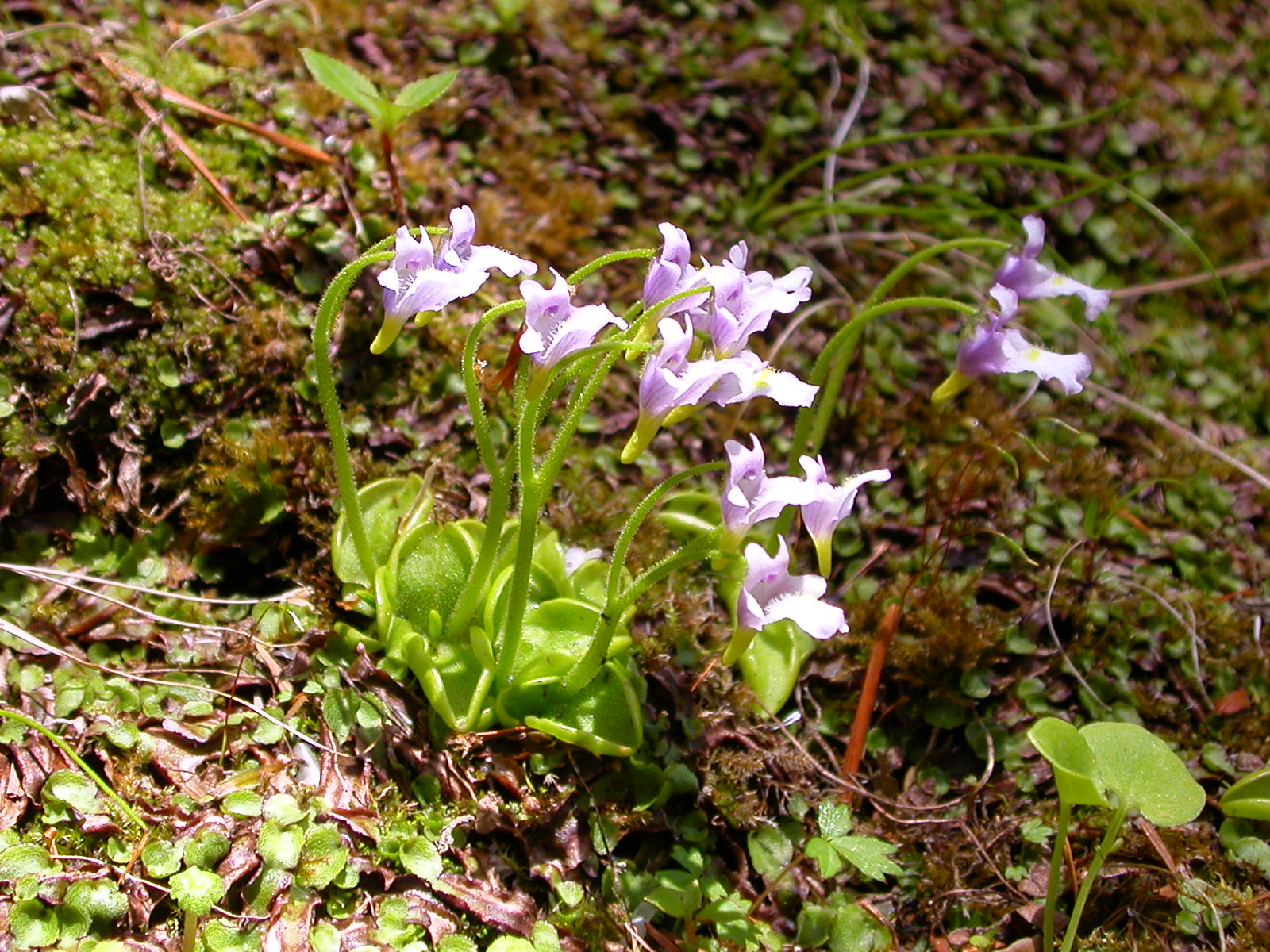